# Caesalpinia nipensis
Caesalpinia nipensis är en ärtväxtart som beskrevs av Ignatz Urban. Caesalpinia nipensis ingår i släktet Caesalpinia och familjen ärtväxter. Inga underarter finns listade i Catalogue of Life.